# هنريك دو ريجو ألميدا
هنريك دو ريجو ألميدا (16 نوفمبر 1936 - 22 مارس 2021) رجل أعمال وسياسي برازيلي.
شغل منصب عضو مجلس الشيوخ من 1991 إلى 1999، ممثلاً لولاية أمابا.